# Mystère magazine
Mystère magazine est une revue mensuelle de nouvelles policières. Il s'agit de la version française de la revue américaine d'Ellery Queen's Mystery Magazine.

## Présentation
Mystère magazine est édité à partir de janvier 1948 par les Éditions OPTA (Office de Publicité Technique et Artistique). Le directeur est Maurice Renault. Après 343 numéros, la revue cesse de paraître en octobre 1976.
Le genre des nouvelles est précisé dans le sommaire et précisé comme Histoire de détection, Histoire de détective, Histoire criminelle, Histoire de suspense, Histoires-énigme, Histoire hors-série, Histoire d'action, Histoire étrange, Histoire d'aigrefin, Histoire de la guerre secrète, Histoire-problème, Histoire d'aventures... Elles sont illustrées par un dessin de Jacques Pascal.
Igor B. Maslowski, Jacqueline Barde, Germaine Beaumont et Alain Dorémieux y tiennent des rubriques de critiques de romans policiers (Le crime passe en jugement et Verdict)  et de films (Bandes mystérieuses).
De 1957 à 1960, des textes parus dans Mystère magazine sont portés à la radio, sur Radio Luxembourg, par Jean Maurel, dans l'émission Allo Police.

## Les auteurs
Mystère magazine publie des auteurs de littérature policière et aussi d'autres qui ne sont pas classés dans ce genre, mais dont certains récits peuvent s'y apparenter, comme Colette, Sinclair Lewis, John Steinbeck, F. Scott Fitzgerald et Evelyn Waugh.

### Quelques auteurs
Cette liste n’est pas exhaustive : il n’y figure que les auteurs ayant une page dans Wikipédia en français. 
- Anthony Abbot
- Joan Aiken
- Marjorie Alan
- David Alexander
- Margery Allingham
- Robert E. Alter
- Frederick Irving Anderson
- Catherine Arley
- Anthony Armstrong
- Charlotte Armstrong
- Isaac Asimov
- George Bagby
- H. C. Bailey
- Pierre Barbet
- Robert Barr
- Yves Barrec
- Francis Beeding
- Ben Benson
- E. C. Bentley
- André Benzimra
- Anthony Berkeley
- Earl Derr Biggers
- Nicholas Blake
- Raymond Blanc
- Suzanne Blanc
- Robert Bloch
- Lawrence G. Blochman
- Pierre Boileau
- Boileau-Narcejac
- R. & R. Borel-Rosny
- Anthony Boucher
- Ray Bradbury
- Ernest Bramah
- Christianna Brand
- Marc Brandel
- Jon L. Breen
- William Brittain
- Louis Bromfield
- John Buchan
- Pearl Buck
- W. R. Burnett
- Edgar Rice Burroughs
- Gwendoline Butler
- Pierre Caillet
- James M. Cain
- Owen Cameron
- A.H.Z. Carr
- John Dickson Carr
- Claude Chabrol
- Gilbert Keith Chesterton
- Charles B. Child
- Agatha Christie
- Octavus Roy Cohen
- G. D. H. Cole et M. Cole
- Colette
- John Collier
- Michael Collins
- Vincent Cornier
- Pierre Counillon
- George Harmon Coxe
- Jonathan Craig
- Frances Crane
- Edmund Crispin
- Freeman Wills Crofts
- Marten Cumberland
- Ursula Curtiss
- Roald Dahl
- Harold R. Daniels
- Norman Daniels
- Pierre Darcis
- Avram Davidson
- Dorothy Salisbury Davis
- Miriam Allen DeFord
- Richard Deming
- Lester Dent
- André-Paul Duchâteau
- Gilles-Maurice Dumoulin
- Mignon G. Eberhart
- Stanley Ellin
- David Ely
- Maurice-Bernard Endrèbe
- Emmanuel Errer
- Paul W. Fairman
- Roger Faller
- Claude Fayard
- Elizabeth Ferrars
- Robert L. Fish
- Steve Fisher
- F. Scott Fitzgerald
- Joan Fleming
- Fletcher Flora
- C. S. Forester
- Leslie Ford
- Yves Fougères
- Fernand François
- Steve Frazee
- Richard Austin Freeman
- Celia Fremlin
- David Frome
- Jacques Futrelle
- Erle Stanley Gardner
- William Campbell Gault
- Joe Gores
- William Lindsay Gresham
- Michel Grisolia
- Davis Grubb
- Frank Gruber
- Brett Halliday
- Dashiell Hammett
- Joyce Harrington
- John Eugene Hasty
- John et Ward Hawkins
- Ben Hecht
- Nathalie et Charles Henneberg
- Jacques Herment
- Patricia Highsmith
- James Hilton
- Edward D. Hoch
- Georges Hoffmann
- Elisabeth Sanxay Holding
- James Holding
- Geoffrey Household
- Dorothy B. Hughes
- Evan Hunter
- Francis Iles
- Michael Innes
- William Irish
- Selwyn Jepson
- MacKinlay Kantor
- H. R. F. Keating
- Baynard Kendrick
- Gerald Kersh
- Charles Daly King
- Rufus King
- Clifford Knight
- Ed Lacy
- Ray Lasuye
- Maurice Leblanc
- Michel Lebrun
- Jean Leclercq
- Richard Levinson
- Sinclair Lewis
- Abraham Lincoln[1],[2]
- William Link
- Eleazar Lipsky
- Dick Lochte
- Frances et Richard Lockridge
- John Lutz
- Dana Lyon
- Philip MacDonald
- Ross Macdonald
- Floyd Mahannah
- Léo Malet
- Ngaio Marsh
- A. E. Martin
- Igor B. Maslowski
- Francis Van Wyck Mason
- Léopold Massiéra
- Whit Masterson
- Harold Q. Masur
- Richard Matheson
- Ed McBain
- Helen McCloy
- Patricia McGerr
- William P. McGivern
- Margaret Millar
- Pierre Mille
- Wade Miller
- A. A. Milne
- Thomas Narcejac
- Daniel Nathan
- Frederick Nebel
- Helen Nielsen
- William O'Farrell
- Stuart Palmer
- Q. Patrick
- Hugh Pentecost
- Barry Perowne
- André Picot
- André Piljean
- Arthur Porges
- Melville Davisson Post
- Jean Potts
- Talmage Powell
- Ellery Queen
- Patrick Quentin
- Clayton Rawson
- Jean Ray
- Craig Rice
- Joel Townsley Rogers
- Maurice Roland
- Holly Roth
- Damon Runyon
- Rafael Sabatini
- Françoise Sagan
- Dorothy L. Sayers
- Olivier Séchan
- Margery Sharp
- Irwin Shaw
- Walter J. Sheldon
- Juanita Sheridan
- Georges Simenon
- Pierre Siniac
- Henry Slesar
- Vincent Starrett
- John Steinbeck
- Rex Stout
- William Stuart
- Julian Symons
- Louis C. Thomas
- Lillian de la Torre
- Lawrence Treat
- Simon Troy
- Mark Twain
- Guy Venayre
- Roy Vickers
- Thomas Walsh
- Bryce Walton
- Certigny de Wargny
- Evelyn Waugh
- Carolyn Wells
- Donald E. Westlake
- Raoul Whitfield
- Cornell Woolrich
- Philip Wylie
- James Yaffe
- Michael Zuroy

## Les concours
Mystère magazine propose entre autres des « Concours de nouvelles policières ». 
Les particuliers pouvaient envoyer leurs manuscrits au service classement du magazine, en vue d'être choisis parmi les dix premiers prix et de voir ainsi leur œuvre diffusée dans un prochain magazine, sinon encore d'être classé parmi sept "mentions honorables".
En exemple, parmi les lauréats du 3e concours du Mystère magazine no 111 d'avril 1957, nous retrouvions :
- 1er prix, exceptionnellement non décerné - problème départ d'incendie au service de classement du magazine, d'où la perte de quelques manuscrits.
- 2e prix, Claude Chabrol avec Le Dernier Jour de Souffrance" ex æquo Robert Gauchez avec "Intimité"
- 3e prix, Christian Gilberty avec "La Page blanche"
- 4e prix, Ilka Legrand avec "Le Sourire"

## Quelques numéros deMystère magazine
Mystère magazine no 1
- La Course au trésor (The Adventure of the Treasure Hunt), par Anthony Boucher
- Le Cadavre dans l'ascenseur (Department of Impossible Crimes) - 1943, par James Yaffe
- Morts simultanées (Screwball Division) - 1942, par Anthony Boucher
- Le Rubens volé (The Problem of the Stolen Rubens) - 1908, par Jacques Futrelle
- Le Câblogramme (The Cablogram) - 1932, par T.S. Stribling
- Le Maillet (The Mallet), par James Hilton
- Et l'émeraude était prise (Green Ice), par Stuart Palmer
- Le Suspect (Suspect Unknown), par Courtney Ryley Cooper
- Le Crime parfait de M. Digberry (About the Perfect Crime of Mr. Digberry), par Anthony Abbot

Mystère magazine no 2
- Tragédies et Proverbes (The Proverbial Murder) - 1938, par John Dickson Carr
- Son cœur pouvait se casser (His Heart could break), par Craig Rice
- Bobards et Cie (Rumor Inc.) - 1944, par Anthony Boucher
- Bien de mainmorte (Mortmain) - 1944, par Miriam Allen DeFord
- Mort au hublot (Death at the Porthole) - 1938, par Baynard H. Kendrick
- L'Empreinte bleue (The Blue Fingerprint), par Stuart Palmer
- La Curieuse Affaire Kenelm Digby (The Curious Case of Kenelm Digby), par Christopher Morley
- Une victime de l'amnésie (A Victim of Amnesia), par Anthony Somers Roche

Mystère magazine no 111 - 1957.
Dessin de couverture de Jacques Thibésart illustrant la nouvelle Le Sourire d'Ilka Legrand
Sommaire du magazine :
- Histoires criminelles :
  - page 18 Le Sourire, par Ilka Legrand
  - page 27 Siffler en travaillant..., par William Link et Richard Levinson
  - page 50 Aller et Retour, par Whitfield Cook
  - page 58 Prévision valable pour le..., par Ben Hecht
  - page 82 Identification, par André Coypel
- Histoires de Détection :
  - page 35 L'Homme aux oreilles bleues, par Lawrence G. Blochman
- Histoires d'aventures :
  - page 3 La chasse commence, par Raoul Whitfield
  - page 68 De l'autre côté de la barricade, par Thomas Walsh
- Histoire d'aigrefins :
  - page 86 Raffles et la princesse Amen par Barry Perowne
- Articles et Chroniques :
  - Le (Double) Mystère d'Edwin Drood, par J. J. Bridenne
  - Le crime passe en jugement, par Igor B. Maslowski
  - Bandes mystérieuses, par Alain Dorémieux

## Adaptations sous forme de disques
En 1958, la maison de disque Festival lance la série La Clé du mystère, réalisée par Jean Maurel. Quatre disques, sous forme de jeux policiers avec énigme et solution séparées, sont réalisés sur des textes de Mystère magazine : La Parole est au mort, Qui veut noyer son chien, Jusqu’à ce que mort s’en suive et La Forteresse .